# Amor gitano
Amor Gitano foi uma telenovela mexicana produzida por Pedro Damián para a Televisa e exibida pelo Canal de las Estrellas entre 3 de maio e 16 de julho de 1999. 
É uma adaptação da telenovela porto-riquenha La Mujer de Aquella Noche , de 1969, de Olga Ruilópez, e Amor gitano, telenovela argentina de 1982. 
A trama foi protagonizada por Mariana Seoane e Mauricio Islas e antagonizada por Alejandro Camacho e Nailea Norvind.

## Sinopse
Esta historia nos conta o amor impossível de uma condessa rica e um pobre cigano usando como trasportador de tudo na época colonial do México e o grupo de ciganos chegados da España naquele tempo cumprido. 
Rodolfo Farnesio é um senhor feudal com um alto poder, mas este abusa do seu poder para cometer muitos crimes e fazer sua vontade, Rodolfo acostumado a ver todos por debaixo dele não espera que alguém se atreva a lhe enfrentar. Renzo, é um cigano que ao ver a injustiça que Rodolfo estava a ponto de cometer, interrompendo o casamento de uma jovem para levá-la, a defende resgatando de Rodolfo. 
Rodolfo agora planeja se casar com a condesa Adriana de Astolfi uma bela mulher que ao conhecer Renzo se apaixona por ele e juntos planelam escapar para poder serem felizes juntos, mas seus planos dão errado quando Adriana se ve obrigada por sua familia a casar com Rodolfo, Renzo não esta disposto a permitir este matrimônio mas Rodolfo o culpa de um assassinato e Renzo é enviado a uma prisão. Adriana se passa "Luna" e se dirige a tal prisão onde esta disposta a resgata Renzo e logo fugir.
Adriana sofre uma terrível queda ao tentar chegar a onde Renzo está e quando Rodolfo a encontra, ela tem amnesia e não recorda nada, esta situação é aprovitada por Rodolfo e logo casa con ela. Após alguns meses Adriana tem vagas lembranças de Renzo no entanto no sabe quem é nem como se chama. Renzo escapa da prisão e se dirige ao povoado para ver Adriana, mas ele descobre que ela já esta casada, mesmo assim se disponhe a resgata-la do terrível inferno que vive a lado do seu marido, e das intrigas de Isa, uma mulher sordida que ao querer uma vida melhor realizada com chantagens que faz com Adriana, ela entra cada vez mas na alta classe e todos seus luxos casando com Humberto, o irmão menor de Adriana.

## Elenco
- Mariana Seoane - Adriana de Astolfi/Luna
- Mauricio Islas - Renzo
- Alejandro Camacho - Rodolfo Farnesio
- Nailea Norvind - Isa Valenti
- Manuel Ojeda - Pedro Minelli
- María Teresa Rivas - Aya Petra
- Roberto Palazuelos - Claudio
- María Rubio - Isolda
- Raquel Olmedo - Manina
- Héctor Gómez - Bernal
- Alberto Estrella - Jonás
- Maya Mishalska - Astrid de Marnier
- Juan Carlos Colombo - Martín
- Mario Prudom - Renán
- Humberto Yañez - Danilo
- Rubén Cerda - Fray Quintín
- Khotan Fernandez - Humberto de Astolfi
- Susana González - Zokka
- Alec Von Bargen - Dino
- Nuria Bages - Constanza de Astolfi
- Eduardo Arroyuelo - Daniel di Scarpa
- Karla Albarrán - Aya
- Ana Layevska - Maria
- Valentino Lanus - Patricio
- Iván Bronstein - Baltazar
- Andrea García - Lucrecia
- Sherlyn - Rosalinda
- Adriana Acosta
- Enrique Borja Baena
- Chao
- Alejandra Jurado
- Héctor Sánchez
- Yadira Santana
- Rafael Bazán
- Alejandro Ávila
- Eduardo Iduñate
- Tania Vázquez

## Audiência
A trama derrubou, consideravelmente, a audiência do horário. Terminou com 18,4 pontos de média.